# Beatrice av Bourbon
Beatrice av Bourbon, född 1320, död 1383, var en drottning av Böhmen, gift 1334 med kung Johan den blinde.
Beatrice var medlem av en gren av det franska kungahuset så som dotter till hertig Ludvig I av Bourbon, sonson till Ludvig IX, och Maria av Avesnes.
Äktenskapet arrangerades på förslag av kungen av Frankrike, som ville binda Böhmen till Frankrike. Vigseln skedde i Frankrike 1334, men dispensen för släktskap från kyrkan kom först året därpå, och Beatrice anlände inte till Böhmen förrän 1336. Äktenskapskontraktet stadgade att eventuella söner skulle ärva Luxemburg, vilket tillhörde Böhmen, även om Böhmens självt ärvdes av makens son i första giftet. 
Beatrice blev impopulär i Böhmen på grund av vad som uppfattades som arrogans och oförskämdhet, samt för sin ovilja att lära sig tjeckiska. Hon kom väl överens med sin svärdotter, Blanche, som också var från Frankrike, men jämfördes med denne till sin egen nackdel. År 1337 födde Beatrice en son. Hon kröntes strax därpå, och lämnade sedan Böhmen och bosatte sig i Luxemburg. 
Efter att hon år 1346 blev änka bosatte hon sig i Frankrike. Hon gifte 1347 om sig med Eudes II, herre av Grancey, men behöll sin drottningtitel.